# Microregiunea Szeghalom
Microregiunea Szeghalom (în maghiară Szeghalomi kistérség) a fost o microregiune statistică (kistérség) din județul Békés, Ungaria.
Cu o populație de 37.792 locuitori și o suprafață de 1.009,73 km2, aceasta a existat până în 2014, când în Ungaria, microregiunile ”kistérségek” au fost înlocuite de districte (járások).